# No Game No Life
No Game No Life (ノーゲーム・ノーライフ, Nōgēmu Nōraifu), vaak afgekort met NGNL of Nogenora (ノゲノラ), is een serie van light novels geschreven en getekend door Yū Kamiya.
Het is gepubliceerd door Media Factory in Japan sinds 2012. De light novels worden sinds 2015 gepubliceerd door de Amerikaanse uitgever Yenn Press. Een adaptie in manga is getekend door Mashiro Hiiragi en is gepubliceerd sinds 2013 in het magazine Monthly Comic Alive door dezelfde uitgeverij.
In april 2014 komt er een adaptie in animeserie gemaakt door Madhouse. Het was voor het eerst te zien in april 2014 en de laatste episode komt uit in juni 2014 in de Franstalige landen op Anime Digital Network en J-One. In juli 2017 komt er een anime film geïntituleerd No Game No Life: Zero. Die film herneemt het volume 6 van de light novel.

## Hoofdpersonages
SoraHij is de oudste met 18 jaar, hij is de grote broer van Shiro.
ShiroZe is de jongste met 11 jaar, ze is de kleine zus van Sora.
Stephanie DolaKlein kind van de koning van Imanity.
JibrilBehoort tot het ras van de Flugel. Eigenaar van de bibliotheek van Elchea die ze won na een spel te hebben gewonnen tegen de koning van Imanity.
Kurami ZellBehoort tot het ras van Imanity. Slaaf van Feel Nilvalen.
Feel NilvalenBehoort tot het ras van de Elfen. Meester van Kurami Zell.
Izuna HatsuseBehoort tot het ras van de Warbeasts en maakt deel uit van de Oriëntale Unie.
TetoHij is de god van Disboard. Als god maakt hij niet deel van een van de 16 rassen en kan zijn look naar believen veranderen.

## Het verhaal
Sora en Shiro zijn onafscheidelijke broer en zus, zowel in het echt als in videogames.
Samen met hun individuele talenten zijn ze onverslaanbaar: Sora heeft een goede intuïtie, een grote cultuur, zeer slim en heeft een vlekkeloos inzicht, terwijl Shiro een slimheid heeft die voorbij genialiteit gaat. In de realiteit zijn afgezonderd, asociaal en hikikomoris. In de wereld van de computerspelletjes spelen ze samen als een mysterieuze groep van online spelers die het woord verliezen niet kennen, altijd eerst aan alle spelletjes die ze spelen. Van het feit dat hun naam altijd blanco staat zijn ze bekend onder de naam van wit.
Een dag, nadat ze een vreemde persoon op een schaakspel hebben verslagen, krijgen Sora en Shiro een aanbod van hun tegenstander: die van terug te boren in zijn wereld, een wereld waar alles wordt beslist met spelen. Sora en Shiro moe van hun wereld aanvaarden zijn propositie en zijn dan naar een fantastische wereld getransporteerd de Disboard door Teto, de God van de spelen die ze net verslagen hebben, eerst om koning van Imanity te worden en daarna de andere rassen veroveren, al dat als om als einddoel tegen Teto de unieke Goden titel krijgen van die wereld.

## De Exceeds
Elk intelligent ras van de disboard zijn bekend onder hun collectieve naam de Exceeds. Elk ras van de Exceeds heeft een representatief schaakstuk, die door Teto is gegeven. Ze zijn genoemd onder de naam van raciale schaakstuk. Als een van die stukken verloren gaat, dan verliest het ras zijn plaats bij de Exceeds en de protectie van de regels, haar kwetsbaar makend tegen alle aanval, maken van slavenrij of moord van de andere rassen tegen hen. Elke ras van de Exceeds zijn samengebonden met de tien regels opgericht door Teto nadat hij de titel van unieke God heeft gekregen.

## De tien geboden
1. In die wereld is het verboden te doden, iemand verwonden, oorlog maken en plunderen.
2. Elk conflict welk dan ook wordt beslist met een spel.
3. De weddenschappen van een partij moeten van gelijke waarden beslist door de twee spelers.
4. Zo lang als het 3de gebod wordt gerespecteerd, mogen we vrij kiezen welke spel we spelen en wat we wedden.
5. Het spel wordt gekozen door de speler die wordt uitgedaagd.
6. Elke inzet geconcludeerd op de naam van de geboden moet strikt gerespecteerd zijn.
7. Elk conflict tussen groepen worden geregeld door almachtige vertegenwoordigers.
8. Elke valspeler tijdens het partij is onmiddellijk verloren geklaard.
9. Aan de naam van God, elke regel hierboven genoemd zijn volkomen ongrijpbaar.
10. Spelen we allemaal samen met goed humeur!!!

## Klassement van de zestien rassen
1. Old Dues (oude Goden)
2. Phantasmas
3. Elementals
4. Dragonia
5. Reuzen
6. Flugels
7. Elfen
8. Dwergen
9. Feeën
10. Ex Machina
11. Dæmonia
12. Dhampir
13. Lunamana
14. Warbeasts
15. Zeemeerminnen
16. Imanity (mensheid)

## Light novel
| No. | Engelse titel                                                                        | Oorspronkelijke releasedatum        | Engelse releasedatum               |
| --- | ------------------------------------------------------------------------------------ | ----------------------------------- | ---------------------------------- |
| 1   | In This Fantasy World, Everything's a Game — and These Gamer Siblings Play to Win!   | 25 april 2012 978-4-04-066432-3     | 21 april 2015 978-0-316-38311-0    |
| 2   | The Gamer Siblings Have Their Eyes on a New Target — the Land of the Animal Girls... | 25 september 2012 978-4-04-066432-3 | 21 juli 2015 978-0-316-38517-6     |
| 3   | It Seems Half of the Gamer Siblings Disappeared...?                                  | 25 januari 2013 978-4-04-066434-7   | 27 oktober 2015 978-0-316-38519-0  |
| 4   | The Gamer Siblings Have Run Away From a Realistic Romance Game                       | 25 juni 2013 978-4-04-066469-9      | 22 maart 2016 978-0-316-38521-3    |
| 5   | It Seems the Gamer Siblings Hate New Game Plus                                       | 25 november 2013 978-4-04-066080-6  | 20 december 2016 978-0-316-38523-7 |
| 6   | It Seems the Gamer Pair Challenged The World                                         | 25 april 2014 978-4-04-066382-1     | 25 juli 2017 978-0-316-38526-8     |
| 7   | It Seems the Gamer Siblings Established the Joseki                                   | 24 juli 2015 978-4-04-067494-0      | 30 oktober 2018 978-0-316-31643-9  |
| 8   | it Seems the Gamers Progressed Past the Fuseki                                       | 25 december 2015 978-4-04-067952-5  | 2 april 2019 978-0-316-50266-5     |
| 9   | It Seems the Gamer Siblings are Resting for One Turn                                 | 25 augustus 2016 978-4-04-068457-4  | 29 oktober 2019 978-0-316-47134-3  |
| 10  | It Seems the Gamer Siblings are Sold to the Past                                     | 25 januari 2018 978-4-04-069336-1   | 18 februari 2020 978-0-316-47134-3 |

## Manga
Een adaptie in manga wordt gepubliceerd in de magazine Monthly Comic Alive sinds 27 januari 2013, getekend door Mashiro Hiiragi.

### No Game No Life
| No. | Oorspronkelijke releasedatum | Oorspronkelijke ISBN | Engelse releasedatum | Engelse ISBN      |
| --- | ---------------------------- | -------------------- | -------------------- | ----------------- |
| 1   | 23 november 2013             | 978-4-04-066114-8    | 21 oktober 2014      | 978-1-62692-079-8 |
| 2   | 23 februari 2018             | 978-4-04-069582-2    | 8 januari 2019       | 978-1-64275-037-9 |

### No Game No Life,Please!
| No. | Oorspronkelijke releasedatum | Oorspronkelijke ISBN | Engelse releasedatum | Engelse ISBN      |
| --- | ---------------------------- | -------------------- | -------------------- | ----------------- |
| 1   | 23 januari 2016              | 978-4-04-067878-8    | 20 juni 2017         | 978-0-316-47192-3 |
| 2   | 23 augustus 2016             | 978-4-04-068525-0    | 19 september 2017    | 978-0-316-47237-1 |
| 3   | 22 april 2017                | 978-4-04-069165-7    | 6 februari 2018      | 978-0-316-51767-6 |
| 4   | 23 januari 2018              | 978-4-04-069535-8    | 18 september 2018    | 978-1-9753-0178-1 |

## Anime
| No. | Engelse titel Originele Japanese titel     | Datum 1ste diffusie |
| --- | ------------------------------------------ | ------------------- |
| 1   | "Beginner" "Biginā" (素人)                 | 9 april 2014        |
| 2   | "Challenger" "Charenjā" (挑戦者)           | 16 april 2014       |
| 3   | "Expert" "Ekisupāto" (熟練者)              | 23 april 2014       |
| 4   | "Grandmaster" "Gurandomasutā" (国王)       | 30 april 2014       |
| 5   | "Weak Square" "Wīku Sukuea" (駒並べ)       | 7 mei 2014          |
| 6   | "Interesting" "Intaresutingu" (一手)       | 14 mei 2014         |
| 7   | "Sacrifice" "Sakurifaisu" (死に手)         | 21 mei 2014         |
| 8   | "Fake End" "Feiku Endo" (起死回生          | 28 mei 2014         |
| 9   | "Sky Walk" "Sukai Wōku" (解離法)           | 4 juni 2014         |
| 10  | "Blue Rose" "Burū Rōzu" (指向法)           | 11 juni 2014        |
| 11  | "Killing Giant" "Kiringu Jaianto" (誘導法) | 18 juni 2014        |
| 12  | "Rule Number 10" "Rūru Nanbā Ten" (収束法) | 25 juni 2014        |